# 381-й дивизион подводных лодок
381-й Севастопольский Краснознамённый дивизион подводных лодок — соединение подводных лодок Черноморского флота ВМФ СССР. Входило в состав 14-я дивизии подводных лодок ЧФ. Базировалось в Феодосии, Балаклаве.

## История
381-й Севастопольский Краснознамённый дивизион ПЛ был создан в 1960 году при изменении в штатной структуре в ходе проводимого Н. С. Хрущёвым сокращения флота. 5 декабря 1960 года 154-я отдельная Севастопольская Краснознамённая БрПЛ была переформирована в 381-й Севастопольский Краснознамённый дивизион ПЛ с подчинением командиру 155-й отдельной Констанцской бригаде подводных лодок. В его составе на тот момент числилось 6 единиц ПЛ, береговая база, два торпедолова, плавучая зарядовая станция ПЗС-146 и плавказарма ПКЗ-131.
4 апреля 1961 года 381-й дивизион перешёл в непосредственное подчинение командующему Черноморского флота. С августа 1961 года 381-й дивизион числился отдельным.
30 марта 1967 года в соответствии с директивами ГШ ВС СССР от 22 декабря 1966 и ГШ ВМФ от 26 января 1967 года сформирована 14-я дивизия подводных лодок в составе 153-й, 155-й, 27-й бригад и 381-го дивизиона подводных лодок. Управление дивизии находилось в Балаклаве на подземном объекте К-825 (ныне Балаклавский подземный музейный комплекс).
В это же время в 1967 году ПЛ дивизиона выходили на боевой дежурство в Чёрное море имея торпеды с ядерными боевыми частями.
В 1965 году в состав дивизиона вошла опытовая подводная лодка С-72 проекта 613АД, использовавшаяся для испытаний противокорабельных ракет П-70 «Аметист».
В начале 1970-х годов в СССР произошел резкий скачок по количеству разрабатываемых новейших образцов вооружений для армии и флота, значительная часть которых испытывалась на полигонах Феодосийского 31 НИЦ с привлечением лодок бригады.
1 ноября 1970 года управление дивизиона перевели в Балаклаву, в 381-й дивизион были переданы ПЛ проекта А615 из состава 27-й ОБрПЛ с подчинением 155-й БрПЛ.
В июне 1977 года был переименован в 381-й Севастопольский отдельный дивизион подводных лодок с дислокацией в Севастополе с подчинением командиру 14-й дивизии. 1 июля 1984 года управление дивизиона расформиро]]вано. Был сформирова475-й дивизион ПЛПЛ с подчинением непосредственно командиру 14-й Дивизии ПЛ.
475-й Севастопольский Краснознаменный дивизион ПЛ просуществовал 13 лет, до 18 апреля 1997 года, когда был расформирован.
В Феодосии действует Общество ветеранов подплава, созданное на собрании 7 апреля 1995 года в клубе дивизиона подводников, оно до настоящего времени проводит мероприятия по сбережению памяти Феодосийского подплава.

## Состав
- на 1960 год: 6 пл, береговая база, 2 судна торпедолова, ПЗС-146, ПКЗ-131[3].
- на 1967 год: С-76, С-89, С-233, С-383, С-43, С-63, опытовые проекта 613 С-65, С-72, С-229, проекта 690: С-226; 675 УС, ТЛ-152, 146-я плавучая зарядовая станция, 480-я береговая база[3].
- На 1970 год: М-297, М-298, М-261, М-269, М-295, М-296, М-299, М-300, М-353, учебная М-351; 60-й, 436-й и 437-й экипажи консервации; ПКЗ-116 (бывшая пбпл «Эльбрус»); находящиеся ранее в составе дивизиона консервации: С-98, С-287, С-344, опытовые С-149, С-151 переданы в 155-ю брпл; 2 пл проекта А615 переданы в 131-й однпл, 2 пл в Феодосию, остальные списаны[3].

## Командиры
- Панкратов Юрий Владимирович (1967—1970),
- Скипидарников Леонид Иванович (1970—1977),
- Гусев Александр Федорович (1970-19??),
- Колот Николай Иванович (19?? — 19??),
- Горишный Михаил Юрьевич (19??-1984)[3].

Начальники штаба:
- Пронкин В. В. (1967-?)[3].